# Nukina Kosei
Nukina Kosei (sinh ngày 26 tháng 4 năm 1995) là một cầu thủ bóng đá người Nhật Bản hiện đang chơi cho Vanraure Hachinohe.